# Thomas Ruff

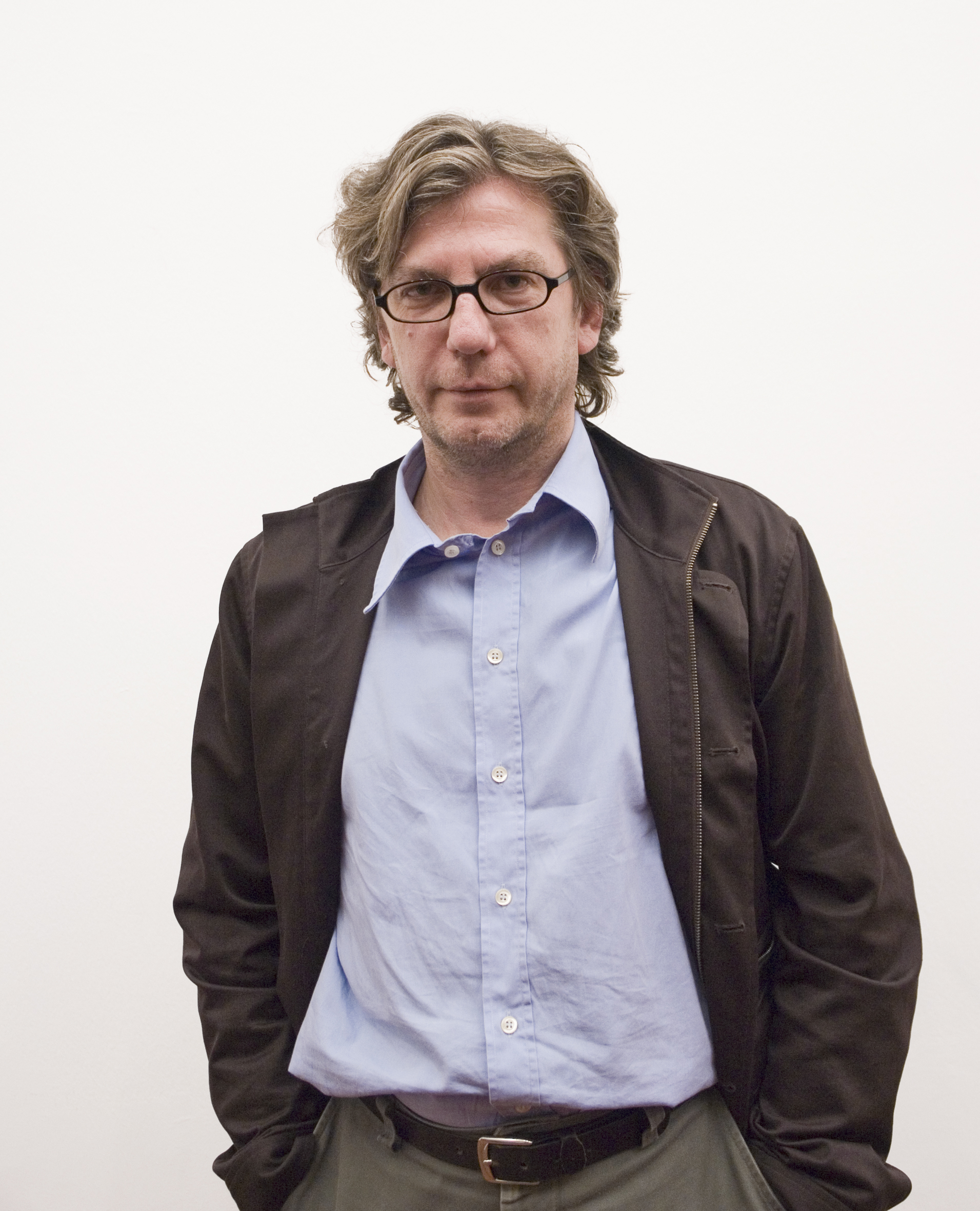
Thomas Ruff, 2007

Thomas Ruff (* 10. Februar 1958 in Zell am Harmersbach) ist ein deutscher Fotograf aus Düsseldorf. Der einstige Schüler der bekannten Bernd-und-Hilla-Becher-Klasse gilt heute als einer der weltweit bedeutendsten zeitgenössischen Fotokünstler.

## Leben
Thomas Ruff studierte von 1977 bis 1985 bei Bernd und Hilla Becher an der Kunstakademie Düsseldorf Fotografie. Ruff sieht sich u. a. beeinflusst von Walker Evans, Eugène Atget, Karl Blossfeldt, Stephen Shore und William Eggleston. 1999 erhielt er die Professur für Photographie an der Staatlichen Kunstakademie Düsseldorf und leitete dort von 2000 bis 2006 die Klasse für Fotografie, die ehemalige „Becher-Klasse“, die unter der Bezeichnung Düsseldorfer Fotoschule als eine bedeutende Gruppe der Fotokunst aufgefasst wird.
Schon während seines Studiums begann er seine Praxis konzeptueller Fotografie in Serien; Thema waren Interieurs, Innenansichten von deutschen Wohnräumen mit typischen Einrichtungen der 1950er bis 1970er Jahre (Raumansichten und Details). Hierauf folgten Porträts und Ansichten von Gebäuden. Die passbildartigen Porträts zeigen in der Regel Personen aus Ruffs Freundeskreis in hoher Detailschärfe und mit ernstem Blick. Erste frontale Porträts in kleinem Format (24 × 8 cm) entstehen zwischen den Jahren 1981 und 1985 und zeigen die insgesamt ca. 60 porträtierten Personen jeweils vor einem andersfarbigen monochromen Hintergrund. Ab 1986 erstellt Ruff hyperrealistische Porträts in Übergröße (zwischen 210 cm Höhe × 165 cm Breite und 240 cm Höhe × 180 cm Breite). In den Jahren 1994 bis 1995 folgt die Schwarzweiß-Serie „Andere Porträts“, in der er jeweils zwei Fotografien aus der vorherigen Serie übereinanderlegt. Durch die Verwendung einer Minolta-Montage-Unit liegen die Bilder nicht exakt übereinander, sodass Elemente wie ein zweites Augenpaar sichtbar bleiben. In einem Gespräch mit Philip Pocock (Journal of Contemporary Art, 1993) zieht Ruff eine Verbindung zwischen dieser Porträtreihe und den polizeilichen Überwachungsmethoden in den 1970er Jahren im Kontext der Berufsverbote und des RAF-Terrorismus. Thomas Ruffs Gebäudeaufnahmen sind gleichfalls distanziert und zur Entfernung störender Einzelheiten mit dem Computer bearbeitet – ein typisierendes Vorgehen, das den Ansichten einen exemplarischen Charakter verleiht. (Ruff: „Solche Gebäude repräsentieren mehr oder weniger Ideologie und Geschäft in der Bundesrepublik Deutschland in den letzten dreißig Jahren.“) Bezogen auf Licht, Perspektive und Standort ist die Aufnahmetechnik standardisiert. Auf diese Reihen folgen ab 1989 Aufnahmen des Sternenhimmels, die nicht auf eigenen Fotografien beruhen. In den Jahren von 1992 bis 1995 entstehen Nachtaufnahmen (nächtliche Außen- und Gebäudeansichten) mit einem Nachtsichtgerät, das offenbar bewusst analog zum militärischen wie bei einem Spionageeinsatz benutzt wird. 1994 bis 1996 entstehen Stereofotografien. Eine weitere Serie der 1990er Jahre stellen die „Zeitungsfotos“; ähnlich wie bei den Sternenaufnahmen benutzt Ruff hier Fotografien anderer. Er benutzte Zeitungsausschnitte, die er ohne den originalen Untertitel vergrößert.
Im Jahre 2003 veröffentlicht Thomas Ruff den Fotoband Nudes mit einem Text des französischen Schriftstellers Michel Houellebecq. Ruffs Aufnahmen liegen in diesem Falle Pornofotos aus dem Internet zugrunde, die er mit Hilfe elektronischer Bildbearbeitung verfremdet. Seine Ausstellung in Münster (2011) trägt den Namen „Stellar Landscapes“. Für diese hat der Künstler insgesamt 60 NASA-Bilder des Mars so bearbeitet, dass der Betrachter die Landschaft wie aus einem Flugzeugfenster sieht.
Seit 2012 arbeitet Thomas Ruff gemeinsam mit dem 3D-Experten Wenzel S. Spingler an einer neuen Serie namens „Fotogramme“. Diese beziehen sich auf das historische Fotogramm, wurden jedoch durch die Simulation einer virtuellen Dunkelkammer komplett digital erstellt und zum Teil mit dem Superrechner Juropa des Forschungszentrums Jülich gerendert. So entstehen rein virtuell, großformatige farbige Schattenbilder. Die Fotoserie wurde 2014 u. a. in der Galerie David Zwirner in New York, dem S.M.A.K. in Gent und der Kunsthalle Düsseldorf, in der ersten institutionellen Einzelausstellung in seiner Heimatstadt, ausgestellt.
Seit 2014 arbeitet er an der Serie Negative, in denen durch digitale Invertierung historische, analoge Fotografien von Akten, Porträts, Malerateliers, Landschaften u. a. in ihrem typischen Sepiaton in ein Cyan umgewandelt werden und ähnlich der Cyanotypie als „Negative“ geprintet werden.
2021 wurde Ruff in die Nordrhein-Westfälische Akademie der Wissenschaften und der Künste gewählt.

## Ausstellungen (Auswahl)
- 1988: Schloss Hardenberg (Velbert), Portikus (Frankfurt)
- 1992: Documenta IX, Kassel
- 1995: Biennale Venedig, Italien
- 1999: Mai 36 Galerie Zürich
- 2000: Museum Haus Lange, Krefeld
- 2001: Chabot Museum, Rotterdam, Niederlande; Kunsthalle Baden-Baden; Kunsthalle in Emden
- 2002: Museum Folkwang, Essen; Städt. Galerie im Lenbachhaus, München; Artium Centro Museo Vasco de Arte Contemporaneo, Vitoria (Gasteiz), Spanien
- 2003: Museu Serralves, Porto, Portugal; Tate Liverpool, Großbritannien; Kestnergesellschaft Hannover; Busan Metropolitan Art Museum, Busan, Südkorea
- 2005: Kunstverein Region Heinsberg, Jubiläumsausstellung, 20 × 20
- 2005: Maschinen, Kunstverein Region Heinsberg
- 2007: Sprengel Museum,  Hannover Das Sprengobjekt; Moderna Museet, Stockholm Jpegs
- 2009: Museum für Neue Kunst Freiburg
- 2011: Museum of Contemporary Art, Chicago; MCA DNA: Thomas Ruff
- 2011: Museum Villa Haiss, Zell am Harmersbach
- 2011: Stellar Landscapes, LWL-Landesmuseum für Kunst und Kulturgeschichte, Münster
- 2012: Thomas Ruff, Haus der Kunst, München
- 2013: Industrie, OstLicht. Galerie für Fotografie, Wien
- 2013: photographs and ma r.s. David Zwirner Gallery, New York
- 2014: Thomas Ruff. Lichten. Stedelijk Museum voor Actuele Kunst Gent, danach: Kunsthalle Düsseldorf
- 2017: 6 ½ Wochen (2. Folge):  Ecker Riemer Ruff - Retouched, Museum Folkwang, Essen
- 2019: Serien, Galerie Rüdiger Schöttle, München
- 2020/21: ( K20, K21 ), Düsseldorf
- 2022/23: Dark Matter. Thomas Ruff, James Welling, Kunsthalle Bielefeld

## Preise und Ehrungen (Auswahl)
- 1985 Preis der Jürgen-Ponto Stiftung
- 1987 ars viva-Preis des Kulturkreises der deutschen Wirtschaft im BDI e. V.
- 1987 Förderpreis für Bildende Kunst des Landes Nordrhein-Westfalen
- 1990 Dorothea-von-Stetten-Kunstpreis, Kunstmuseum Bonn
- 1993 Stipendium der Deutschen Akademie Villa Massimo[6]
- 2003 Hans-Thoma-Preis, Hans-Thoma-Kunstmuseum, Bernau
- 2021: Berufung in die Klasse der Künste der Nordrhein-Westfälischen Akademie der Wissenschaften und der Künste

## Film
- Thomas Ruff – Fotografie 1979-2011 Dokumentarfilm, Deutschland, 2011, 50 min., Regie: Ralph Goertz, Produktion: IKS – Institut für Kunstdokumentation und Szenografie, DVD Edition, Premiere: Reel Artists Film Festival Toronto. Der Film begleitet Thomas Ruff über zwei Jahre und gibt tiefe Einblicke in seine Denk- und Arbeitsweise.

- Der Fotokünstler Thomas Ruff. Dokumentarfilm, Deutschland, 2012, 50 Min., Regie: Maria Anna Tappeiner, Produktion: WDR, Erstsendung: 1. April 2012 in 3sat, Inhaltsangabe von 3sat.
 Der Film skizziert Ruffs Werk anlässlich der Vorbereitungen für eine Retrospektive im Haus der Kunst in München.